# Fehérvár FC

Altes Logo

Der Videoton FC Fehérvár ist ein Fußballverein aus Székesfehérvár (kurz Fehérvár), einer Stadt 60 km südwestlich der ungarischen Hauptstadt Budapest. Der Klub erlebte diverse Namensänderungen und war jahrzehntelang mit mehreren Unterbrechungen nach dem ortsansässigen Elektrogerätehersteller Videoton unter dem Namen Videoton SC/FC bekannt, ehe er 2018 in Vidi FC umbenannt wurde. Von 2019 bis 2023 war der Mineralölkonzern MOL Hauptsponsor, womit der Verein MOL Fehérvár FC hieß. Am 4. Juli 2025 wurde der Verein erneut offiziell in Videoton FC Fehérvár umbenannt.
Die Vereinsfarben des 1941 gegründeten Klubs sind rot und blau. Die Mannschaft trug ihre Heimspiele bis 2016 im Sóstói Stadion aus (Zuschauerrekord: 40.000, gegen Real Madrid, 8. Mai 1985). Nach dem Abriss wurde auf dem Grund das neue Sóstói Stadion erbaut und am 21. November 2018 eingeweiht. Der FC Fehérvár wurde 2006 ungarischer Pokalsieger und gewann dreimal die Meisterschaft.
In der Saison 1984/85 sorgte Videoton Székesfehérvár, wie der Verein auch bekannt war, international für Aufsehen. Der Verein spielte im Finale des UEFA-Pokals, für den sich der Verein als Dritter der ungarischen Liga qualifiziert hatte. Auf dem Weg dorthin bezwang Videoton Dukla Prag (1:0/0:0), Paris Saint-Germain (4:2/1:0), Partizan Belgrad (0:2/5:0), Manchester United (0:1/1:0) und FK Željezničar Sarajevo (3:1/1:2). Im Finale traf Videoton auf Real Madrid. Die Ungaren verloren das Hinspiel auf eigenem Platz mit 0:3 und siegten im Rückspiel mit 1:0 im Bernabéu-Stadion.
Die Spielzeit 2010/11, die der Verein als Meister abschloss, war die 40. Saison des Klubs in der ersten ungarischen Liga, der Nemzeti Bajnokság I. In der Spielzeit 2012/13 setzte sich der Videoton FC in der Qualifikation zur Europa League gegen die favorisierten Klubs ŠK Slovan Bratislava, KAA Gent und Trabzonspor durch und qualifizierte sich für die Teilnahme an der Europa League. Dort traf man in der Gruppenphase auf den KRC Genk, Sporting Lissabon und auf den FC Basel und schied als Gruppendritter aus.
Nach der Saison 2022/23 beendete MOL das Sponsoring, womit der Zusatz aus dem Vereinsnamen gestrichen wurde.

## Größte Erfolge
- Ungarische Meisterschaft
  - Meister (3): 2011, 2015, 2018
  - Vizemeister (4): 1976, 2010, 2012, 2017
- Ungarischer Pokal
  - Sieger (2): 2006, 2019
  - Finalist (5): 1982, 2001, 2011, 2015, 2021
- Ungarischer Supercupsieger (2): 2011, 2012
- Ligapokalsieger (3): 2008, 2009, 2012
- UEFA-Pokal-Finalist: 1985

## Vereinsnamen
- 1941 alapítás: Vadásztölténygyári SK
- 1942–1944: Székesfehérvári MOVE Vadásztölténygyár Sport és Kultur Egyesület
- 1944–1948: Székesfehérvári SE
- 1948–1950: Székesfehérvári Dolgozók SE
- 1950–1962: Székesfehérvári Vasas SK
- 1962–1968: Székesfehérvári VT Vasas
- 1968–1990: Videoton Sport Club
- 1990–1992: Videoton-Waltham SC
- 1992–1993: Videoton-Waltham FC
- 1993–1995: Parmalat FC
- 1995–1996: Fehérvár[-Parmalat] FC
- 1996: Fehérvár 96 FC
- 1996–1997: [Videoton] FC Fehérvár
- 1997–2005: Videoton FC
- 2005–2009: FC Fehérvár
- 2009–2018: Videoton FC
- 2018–2019: [MOL] Vidi FC[4]
- 2019–2025: Fehérvár FC
  - 2019–2023: MOL Fehérvár FC[5][6]

seit 2025: Videoton FC

## Aktueller Kader 2023/24
Stand: Mai 2024
| Nr. |             | Position | Name               |
| --- | ----------- | -------- | ------------------ |
| 3   | Danemark    | AB       | Kasper Larsen      |
| 4   | Ungarn      | AB       | Csaba Spandler     |
| 5   | Ungarn      | AB       | Attila Fiola       |
| 7   | Ungarn      | ST       | Szabolcs Schön     |
| 9   | Ungarn      | ST       | Marcell Berki      |
| 13  | Ungarn      | MF       | Zsolt Kalmár       |
| 14  | Ungarn      | MF       | Áron Csongvai      |
| 15  | Argentinien | ST       | Nicolás Stefanelli |
| 16  | Ungarn      | AB       | Mario Simut        |
| 18  | Ungarn      | MF       | Dávid Sigér        |
| 19  | Ungarn      | ST       | Patrik Kovács      |
| 20  | Norwegen    | MF       | Tobias Christensen |
| 21  | Portugal    | MF       | Rúben Pinto        |

| Nr. |                | Position | Name               |
| --- | -------------- | -------- | ------------------ |
| 22  | Ungarn         | TW       | Balász Tóth        |
| 24  | Ungarn         | ST       | Zsombor Menyhárt   |
| 31  | Nordmazedonien | AB       | Nikola Serafimov   |
| 33  | Ungarn         | AB       | Barnabás Bese      |
| 42  | Serbien        | TW       | Emil Rockov        |
| 44  | Ungarn         | AB       | Bence Gergényi     |
| 65  | Ungarn         | AB       | Szilveszter Hangya |
| 68  | Slowenien      | ST       | Nejc Gradišar      |
| 70  | Frankreich     | ST       | Mamoudou Karamoko  |
| 71  | Ungarn         | ST       | Tamás Tóth         |
| 75  | Ungarn         | TW       | Dániel Veszelinov  |
| 77  | Ungarn         | MF       | Mátyás Katona      |
| 99  | Ungarn         | MF       | Milán Pető         |

## Trainer
- Mihály Lantos (1977–1980)

## Spieler
- Péter Disztl (1977–1987), Torhüter, 37 Länderspiele für Ungarn.
- Nemanja Nikolics (2010–2015), Stürmer, 16 Länderspiele für Ungarn.